# Gonyosoma boulengeri
Gonyosoma boulengeri is een slang uit de familie toornslangachtigen en de onderfamilie Colubrinae.

## Naam en indeling
De wetenschappelijke naam van de soort werd voor het eerst voorgesteld door François Mocquard in 1897. Oorspronkelijk werd de wetenschappelijke naam Rhynchophis boulengeri gebruikt. De soort was lange tijd de enige uit het niet langer erkende geslacht Rhynchophis.
De soortaanduiding boulengeri is een eerbetoon aan George Albert Boulenger (1858 - 1937).

## Uiterlijke kenmerken
De lichaamslengte bedraagt ongeveer 1,4 meter, de kop is duidelijk afgesnoerd van het lichaam. De lichaamskleur is groen, inclusief de buik, jongere dieren hebben een bruine kleur. Tussen de oogkas en het neusgat is een lichte streep aanwezig. De iris is bruin van kleur met een gele rand, de pupil is rond van vorm. De slang is te herkennen aan een vlezig maar met schubben bedekt uitsteeksel aan de snuitpunt. In andere talen wordt de soort hierdoor wel 'neushoornslang' genoemd.
Het lichaam is dun en wat zijwaarts afgeplat, de schubben zijn glad en er zijn negentien rijen schubben op het midden van het lichaam, 207 tot 216 ventrale schubben en 123 tot 138 gepaarde staartschubben.

## Levenswijze
De slang is overdag actief en leeft in bomen. De vrouwtjes zijn eierleggend en zetten ongeveer zes eieren af die een afmeting hebben van 0,8 bij 3,5 centimeter. Over het dieet is weinig bekend.

## Verspreiding en habitat
Gonyosoma boulengeri komt voor in delen van Azië en leeft in de landen China en Vietnam. Het leefgebied bestaat uit onaangetaste bossen. De habitat bestaat uit vochtige tropische en subtropische bossen, zowel in laaglanden als in bergstreken. De soort is aangetroffen op een hoogte van ongeveer 300 tot 1500 meter boven zeeniveau.

## Beschermingsstatus
Door de internationale natuurbeschermingsorganisatie IUCN is de beschermingsstatus 'veilig' toegewezen (Least Concern of LC).